# چا می کیونگ
چا می کیونگ (کره‌ای: 차미경؛ زادهٔ ۲۵ ژوئیه ۱۹۶۵) بازیگر اهل کره جنوبی است. او حرفهٔ بازیگری خود را در سال ۲۰۰۷ آغاز کرد و از آن زمان تا کنون در فیلم‌ها و مجموعه‌های تلویزیونی مختلفی حضور پیدا کرده‌است. او به خاطر ایفای نقش در کلاس ایته‌‌وون (۲۰۲۰)، پسران راکتی (۲۰۲۱) و سرآستین قرمز (۲۰۲۱) شناخته می‌شود. در سال ۲۰۲۲ او در مجموعه تلویزیونی دیگه وقت نمایشه بازی کرده‌است.

## فیلم‌شناسی

### فیلم
| سال  | عنوان                      | نقش            | توضیحات    | منابع |
| ---- | -------------------------- | -------------- | ---------- | ----- |
| ۲۰۰۷ | آفتاب مخفی                 | صاحب بوتیک     |            | [ ۴ ] |
| ۲۰۱۰ | پسری از ایپانما            | صاحب بی اند بی |            | [ ۴ ] |
| ۲۰۱۱ | قلب من می‌تپد               | پروفسور یو     |            | [ ۴ ] |
| ۲۰۱۲ | همسایه                     | همسر سانگ یونگ |            | [ ۴ ] |
| ۲۰۱۳ | امید                       | معاون          |            | [ ۴ ] |
| ۲۰۱۴ | Thuy                       | مادر شوهر      |            | [ ۴ ] |
| ۲۰۱۵ | آلیس: پسری از سرزمین عجایب | پروفسور زن     |            | [ ۴ ] |
| ۲۰۱۷ | مردم عادی                  | مادر شوهر      |            | [ ۴ ] |
| ۲۰۱۸ | خواب طلایی                 | صاحب سوپرمارکت |            | [ ۴ ] |
| ۲۰۱۸ | یک روز میدانی              | مادر جین هو    |            | [ ۵ ] |
| ۲۰۱۸ | شکل تاریک جرم              | کال گوک سو     |            | [ ۵ ] |
| ۲۰۱۹ | عضو هشتم هیئت منصفه        | یانگ چون اوک   |            | [ ۶ ] |
| ۲۰۱۹ | کیم جی یونگ: متولد ۱۹۸۲    | مادر ده هیون   |            | [ ۵ ] |
| ۲۰۱۹ | مسائل خانوادگی             | مادر کیونگ سوک |            | [ ۵ ] |
| ۲۰۲۰ | سه خواهر                   | مادر           |            | [ ۵ ] |
| ۲۰۲۱ | ماه در روز                 | لی سولی        | فیلم کوتاه | [ ۷ ] |
| ۲۰۲۲ | فصل ما                     | چون بون        |            | [ ۸ ] |

### مجموعه تلویزیونی
| سال       | عنوان                 | نقش                | توضیحات           | منابع  |
| --------- | --------------------- | ------------------ | ----------------- | ------ |
| ۲۰۲۰      | کلاس ایته‌‌وون          | کیم سون ره         |                   | [ ۹ ]  |
| ۲۰۲۰      | نفرین شده             | مادر جین جونگ هیون |                   |        |
| ۲۰۲۰      | مموریست               | خانم گونگ          |                   |        |
| ۲۰۲۰      | مادران                | چوی سون اوک        |                   |        |
| ۲۰۲۰      | بار مرموز سانگاب      | جوم ره             | حضور ویژه، قسمت ۴ |        |
| ۲۰۲۱      | پسران راکتی           | مادر بزرگ اوه مه   |                   | [ ۱۰ ] |
| ۲۰۲۱      | سرآستین قرمز          | بانوی دربار پارک   |                   | [ ۱۱ ] |
| ۲۰۲۱–۲۰۲۲ | تابستان دوست‌داشتنی ما | کوانگ جا کیونگ     |                   | [ ۱۲ ] |
| ۲۰۲۰      | دیگه وقت نمایشه       | نا گوم اوک         |                   | [ ۱۳ ] |

## جوایز و نامزدی‌ها
| مراسم جوایز         | سال  | دسته‌بندی                                  | نامزد / اثر | نتیجه    | منابع  |
| ------------------- | ---- | ----------------------------------------- | ----------- | -------- | ------ |
| جوایز درامای اس‌بی‌اس | ۲۰۲۱ | بهترین بازیگر نقش مکمل زن در یک مینی‌سریال | پسران راکتی | نامزدشده | [ ۱۴ ] |
| جوایز درامای اس‌بی‌اس | ۲۰۲۱ | بهترین تیم مکمل                           | پسران راکتی | برنده    | [ ۱۵ ] |